# Hippo
Pour les articles homonymes, voir Hippo (homonymie).
Hippo est une femme grecque du Ier siècle, mentionnée par l'auteur latin Valère Maxime comme un exemple de chasteté. Elle est également citée dans la collection biographique intitulée Sur les femmes célèbres écrite par Giovanni Boccaccio au XIVe siècle.

## Selon Valerius Maximus

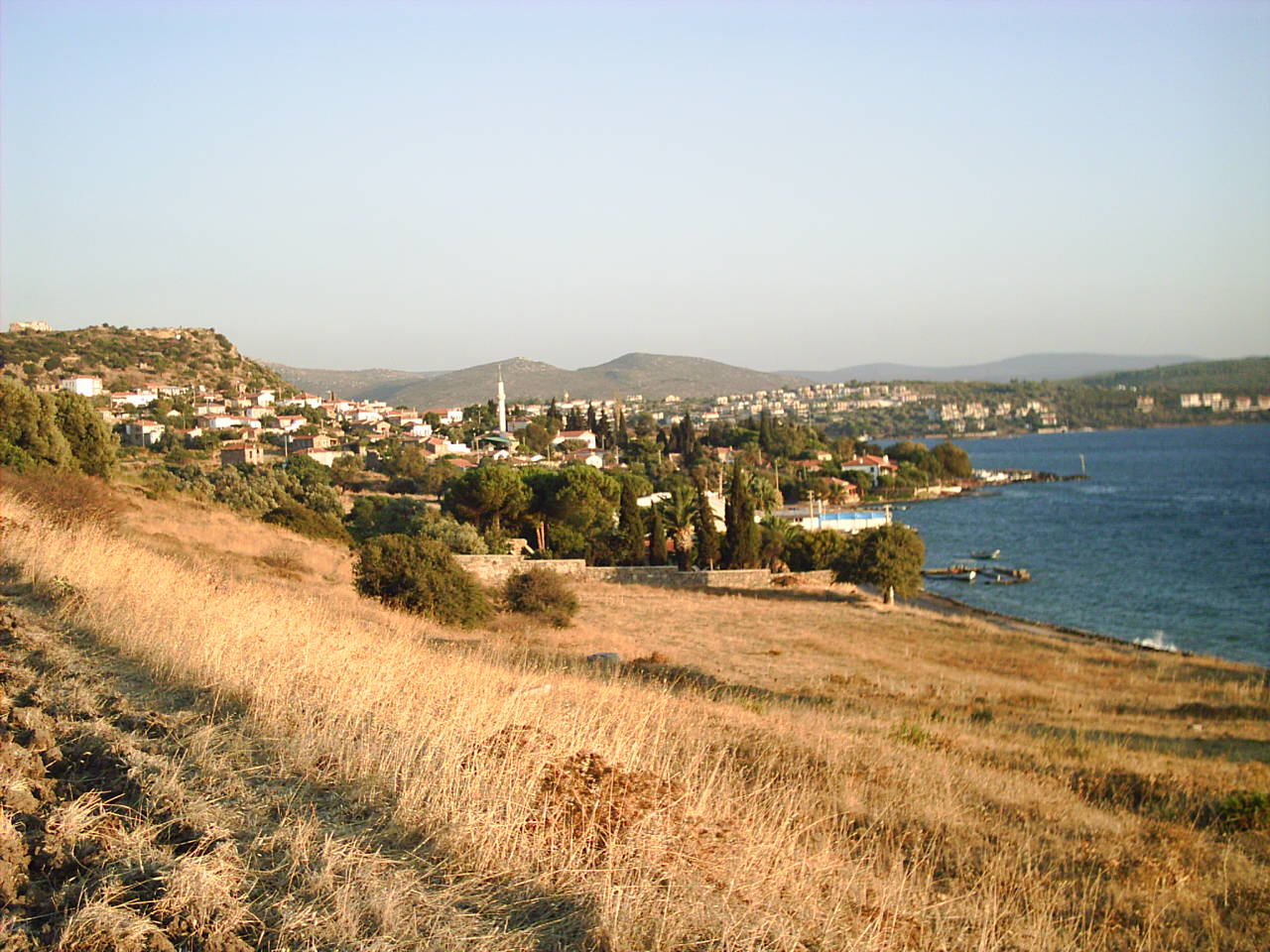
Baie d’Érythrées.

Dans Facta et dicta memorabilia, Valère Maxime érige l'histoire d'Hippo en exemple de chasteté. Il y déclare qu'Hippo, enlevée par une flotte ennemie, aurait décidé de sauver sa chasteté au sacrifice de sa vie en se jetant dans la mer. Son corps aurait ensuite été rejeté sur les rives d'Érythrées. Un tombeau lui a été érigé, tombeau qui existait toujours du temps de Maximus, et sa réputation avait été perpétuée parmi les Grecs.

## Par Boccaccio
Valerius Maximus a servi de source à Giovanni Boccaccio qui a réalisé un récit biographique plus détaillé d'Hippo,.
Boccacio note qu'aucune trace de l'histoire d'Hippo sur son ascendance ou son lieu de naissance n'a subsisté, excepté les informations provenant de « livres d'anciens », affirmant qu'elle était grecque et connue pour un acte vertueux. Il donne une explication plus détaillée que Valère Maxime à propos de la décision d'Hippo, affirmant qu'elle était consciente que ses ravisseurs avaient prévu de la violer. Après avoir été ballotté par les vagues, son corps aurait été rejeté sur les rivages d'Érythrées, où les habitants l'auraient enterré. Cependant, son nom et la cause de son décès n'auraient été révélés que plus tard par ses ennemis, lorsque les habitants d'Érythrée eurent construit à Hippo un tombeau en sa mémoire.
Dans son récit, Boccacio fait l'éloge du comportement d'Hippo, en soulignant le fait qu'elle ait « sauvé » sa chasteté au prix de sa vie, gagnant ainsi un honneur éternel.

## Postérité

### Art contemporain
Hippo figure parmi les 1 038 femmes référencées dans l'œuvre d’art contemporain The Dinner Party (1979) de Judy Chicago. Son nom y est associé à Aspasie,.

## Sources primaires
- Tite-Live, Ab urbe condita
- Plutarque, De Mulierum Virtutibus
- Valère Maxime, Factorum ac dictorum memorabilium

## Sources secondaires
- Brown, Virginia, translation of Giovanni Boccaccio’s On Famous Women by Cambridge and London (2001), Harvard University Press;  (ISBN 0-674-01130-9)
- Guarino, G. A., Boccaccio, Concerning Famous Women (New Brunswick, N.J., 1963)
- Walker, Henry John, translation of Valerius Maximus' Memorable Deeds and Sayings: One Thousand Tales from Ancient Rome, Hackett Publishing (2004),  (ISBN 0-87220-674-2)